# Desemparats

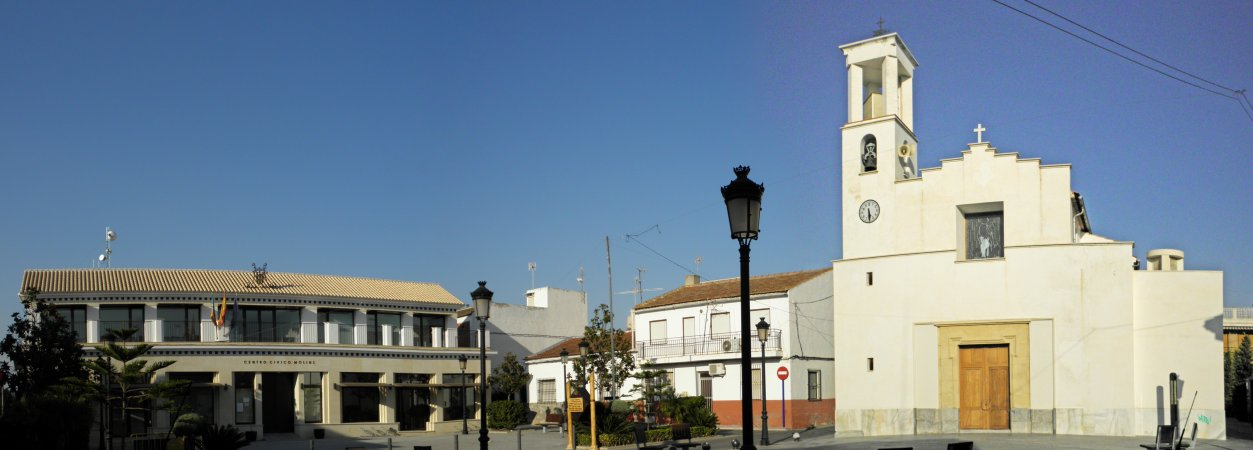
Plaça de la iglesia

Desemparats (en castellà Desamparados) és una entitat local menor de la ciutat d'Oriola (Alacant) a Espanya. Té aproximadament 3.000 habitants repartits entre el nucli principal anomenat La Parròquia i diversos barris denominats senderes (Buenavida, Liorna, Del regne, etc.) així com amb la seua xicoteta pedania de Les Sénies i la de la Creu Coberta (Carretera de Beniel).

## Geografia
Desemparats se situa entre el meridià 1° 0′ i 0'30 Oest i 38° 0′ i 38é30' Nord encara que la part de Les Sénies sobreïx del meridià 1° 0′ Oest. El seu límit va des del Segura fins a quasi la serra d'Arneva (Pel Camí de Cartagena) i des de la Sendera del Regne (Frontera entre la Regió de Múrcia i el País Valencià fins a l'Arrova del senyor Ramon, encara que se considera que el barri de la Creu Coberta també pertany a Desemparats.

## Clima
El clima és mediterrani-subtropical sec. Les temperatures anuals mitjanes són de 18,5 °C; les temperatures són benignes, amb uns 16-18é a l'hivern de màxima i 5-10 °C de mínima, podent produir-se gelades encara que normalment siguen molt dèbils; en la costa solen mantenir-se tot l'hivern entre 17º i 21º sent quasi inexistents les gelades i a l'estiu no solen arribar als 35 °C. A l'estiu es pot arribar als 40º, en les estacions de transició normalment a la tardor es donen dies d'estiu (amb més de 30º) o dies més frescos (entorn dels 20-25°) però a la primavera a penes hi ha dies en què no passen dels 25 °C açò fa que siguen dies estiuencs. Quant a pluviositat, els hiverns tenen pluges molt irregulars a causa de les debilitades borrasques que travessen tota la Península des de l'Atlàntic, mentre que els estius són molt secs i anticiclònics, sent comuns les onades de calor subsaharianes; per tant és a la primavera i tardor quan es concentra el nombre més gran de precipitacions, encara que sense ser les suficients com per a acabar amb la greu sequera (només cauen l'any 291 mm). En setembre-octubre pot produir-se el fenomen anomenat com "gota freda".
La vegetació és 95% mediterrània, sent el pi l'arbre més conegut; la resta ho formen plantes autòctones de zones desèrtiques com la palmera o espècies de cactus al·lòctons que s'han convertit en una seriosa plaga

## Història
Els primers pobladors d'estes terres, i dels quals es té testimoni, gràcies al jaciment arqueològic iber dels Saladars, van ser els ibers. El jaciment es troba emplaçat en la vessant més suau d'un xicotet cabeçó, que es troba en el límit sud de l'horta de Desemparats, a uns tres quilòmetres al sud-oest de la ciutat d'Oriola. Van ser ells, sens dubte, els primers habitants de Desemparats. El descobridor del jaciment és el veí de Desemparats D. Vicente López Rajos i les primeres excavacions van tindre lloc l'any 1972.
El nom de Desemparats està íntimament lligat a la fundació de la seua parròquia, perquè la població va prendre el nom d'ella a partir de l'any 1782, data en què es va concloure la construcció del temple dedicat a la Mare de Déu dels Desemparats.
El 9 de maig de l'any 1779, quan governava Carles III i el papa Pius VI dirigia a l'església catòlica, Alejandro Mateos Rivas, provisor oficial i vicari general, va posar la primera pedra del que seria la parròquia de la Mare de Déu dels Desemparats, desmembrant-se tot el partit de Desemparats de l'església parroquial de Santa Justa i Rufina d'Oriola.
Amb la primera pedra es va introduir una arqueta de plom i dins d'ella es van posar algunes monedes, una làmina de bronze amb una inscripció que denota l'any i noms del papa, rei, bisbe i capellà existents en eixa època, a més del nom de la Mare de Déu dels Desemparats com a titular de la parròquia.
A últims d'abril de 1782 es va concloure la construcció del temple, sent eixe mateix any quan es va col·locar la imatge de la Mare de Déu dels Desemparats en el camarín.
A principis de setembre de 1783 per orde del bisbe es va procedir a la demarcació del territori que havia de pertànyer a esta parròquia, des del riu fins al camí de Cartagena, i des de l'arrova de Ramón fins a la sendera que dividix el Regne de València amb Múrcia (Sendera del Regne), existint llavors en esta demarcació uns 240 veïns.
Hui en dia Desemparats compta amb més de 3500 veïns en el seu terme. La fonts econòmiques més importants de Desemparats continuen sent l'Agricultura, sector tradicional de la zona i la indústria (principalment del calçat i envasament d'aliments). Així mateix, Desemparats compta amb un campus universitari, pertanyent a la Universitat Miguel Hernández, on es poden cursar estudis d'Enginyer Agrònom, Enginyer Tècnic Agrícola i Llicenciatura en ciència i Tecnologia dels Aliments.

## Llocs d'interés i monuments

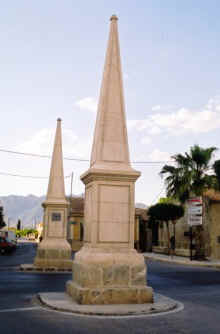
Mollons del Regne o Pinochos que separen el País Valencià de la Regió de Múrcia

A Desemparats hi ha nombrosos llocs públics i d'interés turístic com:
- L'església parroquial del Segle XVII, amb un important òrgan també del Segle XVIII.
- Els mollons del regne (també anomenats pinochos).
- Les sénies d'origen àrab (anomenades "Gota" i "Panda").
- El poblat ibèric de Els Saladars (un dels més importants de la Comunitat Valenciana).
- Barraques d'arquitectura valenciana ubicades en el campus de Desemparats de la Universitat Miguel Hernández.
- Biblioteca Municipal. Desemparats és l'única pedania d'Oriola que té una biblioteca. Esta biblioteca ha sigut actualment renovada amb llibres nous i una sala d'ordinadors.
- Museu Etnològic. Este museu té nombroses restes del jaciment ibèric de Els Saladars
- Boscatge del Segura 1 Sot restaurat recentment. Conserva la seua vegetació original. Posseïx una zona reservada per als pic-nics i menjades.
- Boscatge del Segura 2 Esta aixara restaurada és ideal per a passejos i excursions d'estudis.